# James Duckworth
James Duckworth, né le 21 janvier 1992 à Sydney, est un joueur de tennis australien, professionnel depuis 2010.

## Carrière
James Duckworth commence à jouer au tennis à l'âge de 7 ans. 
Arrivé sur le circuit en 2010, sa surface préférée est le gazon. Il atteint son meilleur classement ATP en octobre 2021 avec une 55e place. Sa meilleure performance en Grand Chelem est un 3e tour au tournoi de Wimbledon 2021.
En janvier 2015, il atteint pour la première fois les quarts de finale d'un tournoi ATP à Brisbane en battant le 21e mondial Gilles Simon au premier tour.
En 2021, il atteint la seule finale de sa carrière au tournoi de Noursoultan où il est défait par Kwon Soon-woo en 2 sets (7-66, 6-3).
Son palmarès sur le circuit secondaire est plus important. Il a remporté 12 tournois sur le circuit Challenger en simple : à Lexington et Charlottesville en 2014, Bangkok, Canberra et Toyota en 2016, Cary en 2018, Bangkok, Baotou, Playford et Pune en 2019, Bangalore en 2020 et Istanbul en 2021. Il a également remporté un tournoi Challenger en double à Itajaí en 2013 avec Pierre-Hugues Herbert.

## Palmarès

### Finale en simple messieurs
| No | Date       | Nom et lieu du tournoi   | Catégorie | Dotation  | Surface    | Vainqueur     | Score     |          |
| -- | ---------- | ------------------------ | --------- | --------- | ---------- | ------------- | --------- | -------- |
| 1  | 20-09-2021 | Astana Open, Noursoultan | ATP 250   | 480 000 $ | Dur (int.) | Kwon Soon-woo | 7-66, 6-3 | Parcours |

### Finale en double messieurs
| No | Date       | Nom et lieu du tournoi                               | Catégorie | Dotation  | Surface    | Vainqueurs                | Partenaire     | Score     |          |
| -- | ---------- | ---------------------------------------------------- | --------- | --------- | ---------- | ------------------------- | -------------- | --------- | -------- |
| 1  | 03-01-2016 | Brisbane International presented by Suncorp Brisbane | ATP 250   | 404 780 $ | Dur (ext.) | Henri Kontinen John Peers | Chris Guccione | 7-64, 6-1 | Parcours |

## Parcours dans les tournois duGrand Chelem

### En simple
| Année | Open d'Australie | Open d'Australie   | Internationaux de France | Internationaux de France | Wimbledon       | Wimbledon          | US Open         | US Open               |
| ----- | ---------------- | ------------------ | ------------------------ | ------------------------ | --------------- | ------------------ | --------------- | --------------------- |
| 2012  | 2e tour (1/32)   | J. Tipsarević      | —                        | —                        | —               | —                  | —               | —                     |
| 2013  | 2e tour (1/32)   | B. Kavčič          | 1er tour (1/64)          | B. Kavčič                | 1er tour (1/64) | D. Kudla           | 1er tour (1/64) | T. Smyczek            |
| 2014  | 1er tour (1/64)  | R. Federer         | 1er tour (1/64)          | L. Mayer                 | 1er tour (1/64) | R. Gasquet         | —               | —                     |
| 2015  | 2e tour (1/32)   | R. Gasquet         | 1er tour (1/64)          | A. Arnaboldi             | 2e tour (1/32)  | Sam Groth          | 1er tour (1/64) | Chung Hyeon           |
| 2016  | 1er tour (1/64)  | L. Hewitt          | —                        | —                        | —               | —                  | 2e tour (1/32)  | J.-W. Tsonga          |
| 2017  | 1er tour (1/64)  | Paolo Lorenzi      | —                        | —                        | —               | —                  | —               | —                     |
| 2018  | —                | —                  | 1er tour (1/64)          | Marin Čilić              | 1er tour (1/64) | A. Zverev          | 1er tour (1/64) | Andy Murray           |
| 2019  | 1er tour (1/64)  | Rafael Nadal       | —                        | —                        | —               | —                  | —               | —                     |
| 2020  | 1er tour (1/64)  | Aljaž Bedene       | 1er tour (1/64)          | Tommy Paul               | Annulé          | Annulé             | 1er tour (1/64) | Salvatore Caruso      |
| 2021  | 2e tour (1/32)   | F. Auger-Aliassime | 2e tour (1/32)           | R. Berankis              | 3e tour (1/16)  | Lorenzo Sonego     | 1er tour (1/64) | Pedro Martínez        |
| 2022  | 1er tour (1/64)  | Adrian Mannarino   | 1er tour (1/64)          | Mikael Ymer              | 1er tour (1/64) | Andy Murray        | 2e tour (1/32)  | Daniel Evans          |
| 2023  | —                | —                  | —                        | —                        | —               | —                  | 1er tour (1/64) | Felipe Meligeni Alves |
| 2024  | 1er tour (1/64)  | Luca Van Assche    | —                        | —                        | 1er tour (1/64) | Alex de Minaur     | 1er tour (1/64) | Flavio Cobolli        |
| 2025  | 2e tour (1/32)   | R. Carballés Baena | 1er tour (1/64)          | Alexander Bublik         | 1er tour (1/64) | F. Auger-Aliassime |                 |                       |

N.B. : à droite du résultat se trouve le nom de l'ultime adversaire.

### En double messieurs
| Année | Open d'Australie                                                                        | Open d'Australie                                                                | Internationaux de France                                                                     | Internationaux de France | Wimbledon | Wimbledon                                                                          | US Open | US Open |
| ----- | --------------------------------------------------------------------------------------- | ------------------------------------------------------------------------------- | -------------------------------------------------------------------------------------------- | ------------------------ | --------- | ---------------------------------------------------------------------------------- | ------- | ------- |
| 2011  | 1er tour (1/32) B. Mitchell \|\| style="text-align:left;" \| M. Mirnyi D. Nestor        | —                                                                               | —                                                                                            | —                        | —         | —                                                                                  | —       |         |
| 2012  | 1er tour (1/32) A. Feeney \|\| style="text-align:left;" \| F. Cipolla D. Istomin        | —                                                                               | —                                                                                            | —                        | —         | —                                                                                  | —       |         |
| 2013  | 1er tour (1/32) C. Guccione \|\| style="text-align:left;" \| S. Groth M. Reid           | —                                                                               | —                                                                                            | —                        | —         | —                                                                                  | —       |         |
| 2014  | 1er tour (1/32) M. Ebden \|\| style="text-align:left;" \| D. Marrero F. Verdasco        | —                                                                               | —                                                                                            | —                        | —         | —                                                                                  | —       |         |
| 2015  | 1er tour (1/32) L. Saville \|\| style="text-align:left;" \| F. López M. Mirnyi          | 1er tour (1/32) C. Guccione \|\| style="text-align:left;" \| D. Nestor L. Paes  | —                                                                                            | —                        | —         | —                                                                                  |         |         |
| 2016  | 1er tour (1/32) J. Millman \|\| style="text-align:left;" \| L. Dlouhý J. Veselý         | —                                                                               | —                                                                                            | —                        | —         | —                                                                                  | —       |         |
|       |                                                                                         |                                                                                 |                                                                                              |                          |           |                                                                                    |         |         |
| 2019  | 1er tour (1/32) J. Thompson \|\| style="text-align:left;" \| Ken Skupski Neal Skupski   | —                                                                               | —                                                                                            | —                        | —         | —                                                                                  | —       |         |
| 2020  | 1/4 de finale Marc Polmans \|\| style="text-align:left;" \| A. Bublik M. Kukushkin      | 1er tour (1/32) J. Millman \|\| style="text-align:left;" \| J. Chardy F. Martin | Annulé                                                                                       | Annulé                   | —         | —                                                                                  |         |         |
| 2021  | 1/8 de finale Marc Polmans \|\| style="text-align:left;" \| P.-H. Herbert Nicolas Mahut | —                                                                               | —                                                                                            | —                        | —         | 1er tour (1/32) J. Thompson \|\| style="text-align:left;" \| R. Bopanna Ivan Dodig |         |         |
| 2022  | 1er tour (1/32) Marc Polmans \|\| style="text-align:left;" \| J. Murray B. Soares       | 1er tour (1/32) Ilya Ivashka \|\| style="text-align:left;" \| Tim Pütz M. Venus | 1er tour (1/32) Marcos Giron \|\| style="text-align:left;" \| A. Nedovyesov A.-U.-H. Qureshi | —                        | —         |                                                                                    |         |         |
|       |                                                                                         |                                                                                 |                                                                                              |                          |           |                                                                                    |         |         |
| 2024  | 1er tour (1/32) Marc Polmans \|\| style="text-align:left;" \| R. Bopanna M. Ebden       | —                                                                               | —                                                                                            | —                        | —         | —                                                                                  | —       |         |

N.B. : le nom du partenaire se trouve sous le résultat ; les noms des ultimes adversaires se trouvent à droite.

## Parcours dans lesMasters 1000
| Année | Indian Wells         | Miami               | Monte-Carlo | Madrid | Rome | Canada                    | Cincinnati | Shanghai             | Paris                    |
| ----- | -------------------- | ------------------- | ----------- | ------ | ---- | ------------------------- | ---------- | -------------------- | ------------------------ |
| 2015  | 2e tour F. Verdasco  | 2e tour F. Verdasco | —           | —      | —    | —                         | —          | —                    | —                        |
|       |                      |                     |             |        |      |                           |            |                      |                          |
| 2021  | 1er tour M. McDonald | 3e tour A. Bublik   | —           | —      | —    | 1/8 de finale D. Medvedev | —          | n.o.                 | 1/4 de finale H. Hurkacz |
|       |                      |                     |             |        |      |                           |            |                      |                          |
| 2023  | —                    | —                   | —           | —      | —    | —                         | —          | 1er tour Y. Hanfmann | —                        |
| 2024  | —                    | —                   | —           | —      | —    | 2e tour C. Ruud           | —          | 1er tour D. Goffin   | —                        |
| 2025  | —                    | —                   | —           | —      | —    | 2e tour L. Musetti        | —          |                      |                          |

N.B. : sous le résultat se trouve le nom de l’ultime adversaire.

## Classements ATP en fin de saison
| Année          | 2009 | 2010 | 2011 | 2012 | 2013 | 2014 | 2015 | 2016 | 2017 | 2018 | 2019 | 2020 | 2021 | 2022 | 2023 |
| Rang en simple | 1711 | 755  | 274  | 210  | 136  | 127  | 120  | 103  | 979  | 245  | 100  | 103  | 49   | 157  | 116  |
| Rang en double | –    | –    | 925  | 1164 | 414  | 703  | 471  | 399  | –    | –    | 443  | 211  | 219  | –    | –    |

Source : (en) Classements de James Duckworth sur le site officiel de la Fédération internationale de tennis